# Shigekazu Shimazaki
Pour les articles homonymes, voir Shimazaki.
Shigekazu Shimazaki est un lieutenant-commandant de l'armée impériale de l'air japonaise, né le 9 septembre 1908, à Ōita, au Japon, et mort le 9 janvier 1945, vers Taïwan. 
Il dirigea la deuxième vague d'attaque contre Pearl Harbor le 7 décembre 1941. Plus tard, il participa à la bataille de la mer de Corail.

### Seconde Guerre mondiale

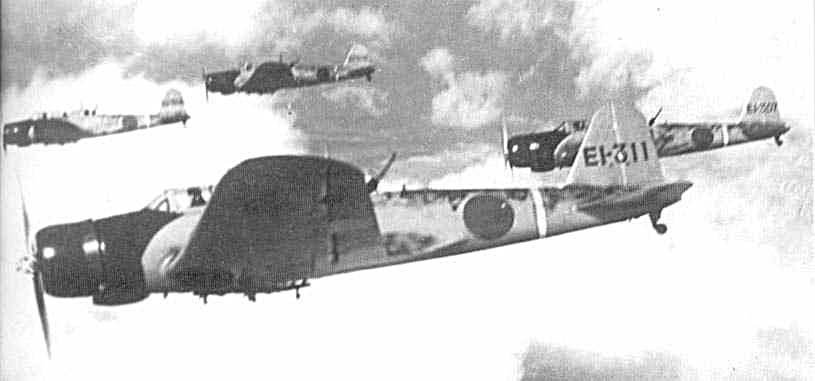
Nakajima B5N2 (« Kate »), bombardier-torpilleur du porte-avions Shōkaku. La marque de queue « EI-311 » indique qu'il s'agit de l'un des bombardiers-torpilleurs dirigé par Shigekazu Shimazaki lors de l'attaque de Pearl Harbor.